# Hafada

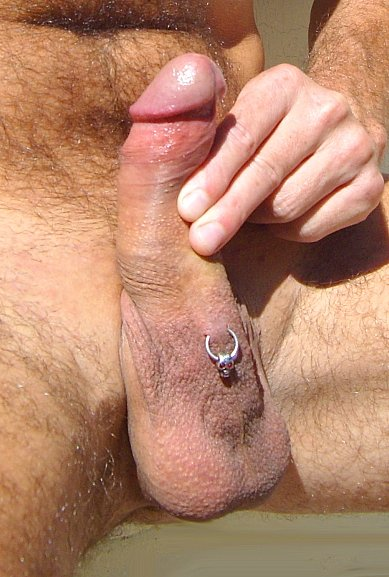
Piercing Hafada

Hafada (někdy též označovaná jako Scrotum) je druh mužského intimního piercingu šourku, kdy šperk prochází pouze kůží šourku. Obvykle se nosí v záhybu kůže na libovolném místě šourku. Některé prameny uvádějí, že Hafada je piercing umístěný nahoře v šourku po stranách od penisu. Slouží spíše k dekorativním účelům, než pro dráždění partnerky (či partnera) při sexu.

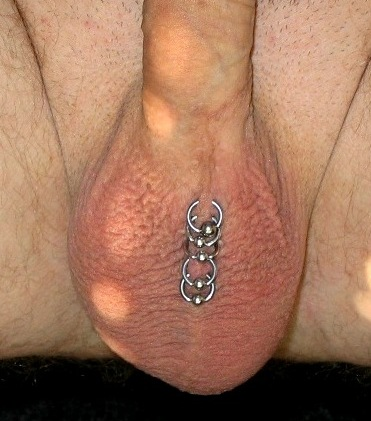
Scrotal ladder

Obzvláště hezky vypadá, jsou-li Hafady umístěny svisle v jedné řadě pod penisem podél "švu", který v těchto místech přirozeně probíhá (někdy je takový piercing označován jako Scrotal ladder - žebříček). Tato řada se dá ještě udělat výjimečnější zařazením různých druhů šperků nebo střídáním různých tlouštěk náušnic.

## Historický původ
U piercingu Hafada se předpokládá, že vznikl v Arábii a rozšířil se odtud na Střední východ a do severní Afriky. Je rituálem prováděným obvykle při vstupu mladíka do puberty. Většinou se aplikuje po levé straně.
V Evropě se Hafada objevila prostřednictvím příslušníků francouzské legie, kteří působili v oblastech Sýrie a Libanonu. Tento typ piercingu nebyl prováděn žádným primitivním národem a zdá se tedy být až produktem moderní civilizace.

## Aplikace
Jak již bylo uvedeno, Hafada při aplikaci prochází pouze kůží šourku. Při aplikaci je ale nutné se vyvarovat propíchnutí větších cév, které šourkem vedou. Piercing je umístěn obvykle vodorovně, ale je možné jej mít i šikmo nebo svisle (v tomto směru ale počítejte s větším pohybem kůže). Aplikace je možná s kleštěmi nebo bez nich, vzácně lze použít i skalpel (pro přímou aplikaci šperků většího průměru).

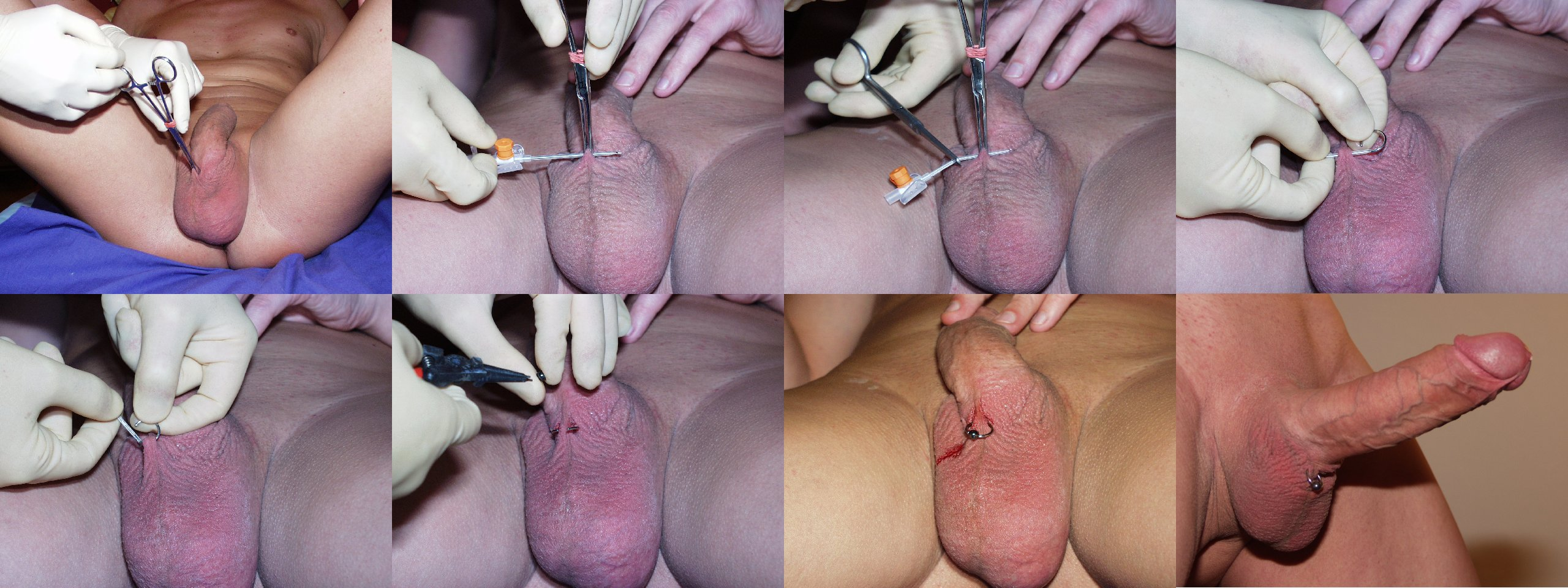
Aplikace Hafady

### Bolestivost
Hafada se řadí mezi méně bolestné druhy piercingů.

## Hojení
Ač se Hafada řadí mezi poměrně málo bolestivé druhy piercingů, její hojení probíhá poměrně obtížně, neboť na tomto místě těla při hojení rány vadí velké tření během chůze a vlhké teplo. Není tedy ničím neobvyklým, když tělo Hafadu ze sebe vypudí ven (piercing vlastně vyroste z těla ven). Především na šourku s tenčí kůži je tedy nutné píchnout piercing dosti hluboko.

### Doba hojení
Doba hojení se u Hafady běžně pohybuje v období 3 až 9 měsíců.

## Roztahování piercingu
Roztahování jde docela dobře. Je ale nezbytné, aby byl piercing píchnutý dostatečně hluboko. Během případného roztahování je třeba si dát pozor na váhu šperku. Vzhledem k tomu, že piercing prochází jen kůží, je proto vhodnější pro větší tloušťky roztahování použít šperky z titanu (s ohledem na jejich nižší hmotnost).

## Doporučený šperk
Doporučenými šperky pro Hafadu/Scrotum jsou kroužek, podkova nebo banánek.